# Bassingbourn cum Kneesworth
Bassingbourn cum Kneesworth est une paroisse civile du Cambridgeshire, en Angleterre.